# Анхидрамнион
Анхидрамнион јесте потпуни или скоро потпуни недостатак  плодове воде или слоја заштитне амнионске течности у плодовој овојници или амнионској кеси који окружује плод са свих страна за све време трудноће жене.
Сматра се да анхидрамнион који најчешће настаје као последица анурије пре 22 недеље гестације начелно фаталан.  Смртност је последица тога што амнионска течност игра суштинску улогу у развоју плућа фетуса и њено продужено одсуство пре одрживости доводи до тешке хипоплазије плућа. Мокраћа прва доприноси амнионској течности до 10. недеље гестације и чини преко 90% запремине течности до 16. недеље гестације, тако да је неопходна правилна функција бубрега до 16. недеље гестације да би се избегао анхидрамнион (иако олигохидрамнион може бити присутан до 10. недеље гестације).
У најчешће узроке хидрамниона спадају урођена билатерална бубрежна агенезија  и рана бубрежна инсуфицијенција фетуса пре 22 недеље гестације (које доводе до анурије и анхидрамниона). Заједно ови ентитети заједно чине ренални анхидрамнион ране трудноће.

## Патологија
Анхидрамнион може бити последица бројних стања:
Аномалије бубрежног тракта фетуса
- Рани бубрежни анхидрамнион ( билатерална  ренална агенеза ) која доводи до феталног анхидрамнија до 22. недеље гестације. Јавља се у преко 1 од 2.000 трудноћа и погађа 1.500 породица у САД годишње.[5]
- велика уретерокоеле, која може да изазове билатералну опструкцију бубрежног тракта
- задњи уретрални залисци,  са тешком/потпуном опструкцијом

Прерано пуцање водењака
Плацентна инсуфицијенција
Тиха руптура материце
Терапија нимезулидом (само један извештај)
Хемотерапеутска средства која се примењују током трудноће
- трастузумаб/паклитаксел.[6]

## Дијагноза
Радиографске карактеристике
Визуелизација феталних структура радиолошким методама понекад може бити веома тешка због одсуства амнионске течности.
Антенатални ултразвук обично показује потпуно одсуство амнионске течности око фетуса. Испитивање колор доплером може бити од користи у одабраним случајевима када је пупчане врпца обавијена око фетуса и опонаша амнионску течност. Међутим, приказ васкуларности унутар пупчане врпце може помоћи у разликовању обмотане пупчане врпце од амнионске течности. Визуелизација феталних структура понекад може бити веома тешка због одсуства амнионске течности.

## Компликације
Ако је анхидрамнион присутан дуже време може се јавити деформација феталне акинезије са развојем плућне хипоплазије.

## Терапија
Правовремена дијагноза и правилна интервенција за анхидрамнион могу значајно побољшати изгледе за новорођенчад погођену овим стањем. Лечење зависи од основног узрока и може укључивати:
- Амниоинфузију - убризгавање амнионске течности у материцу, која може помоћи у побољшању развоја плућа фетуса и смањењу ризика од компликација

- Праћење фетуса - је кључно за процену његовог добробити и откривање потенцијалних компликација

- Време порођаја - које ће можда морати да се прилагоди у зависности од тежине анхидрамниона и здравља фетуса